# Трайковски, Деян
Деян Трайковски (словен. Dejan Trajkovski; родился 14 апреля 1992 года, Марибор, Словения) — словенский футболист, защитник. Выступал за сборную Словении.
У Деяна есть брат-близнец Тадей, который также является профессиональным футболистом.

## Клубная карьера
Трайковски — воспитанник клуба «Марибор» из своего родного города. 16 июля 2011 года в матче против «Горицы» он дебютировал в чемпионате Словении. В составе «Марибора» Деян трижды выиграл чемпионат и дважды завоевал Кубок Словении. В начале 2015 года Трайковски перешёл в «Домжале». В матче против «Заврча» он дебютировал за новый клуб. 1 августа в поединке против «Олимпии» Деян забил свой первый гол за «Домжале».
Летом 2016 года Тайковски на правах аренды перешёл в нидерландский «Твенте». 6 августа в матче против «Эксельсиор» он дебютировал в Эредивизи. В начале 2017 года «Твенте» выкупил трансфер игрока за 250 тыс. евро.
В начале 2018 года Трайковски перешёл в венгерский клуб «Академия Пушкаша». 24 февраля в матче против «Мезёкёвешда» он дебютировал в чемпионате Венгрии. 10 марта в поединке против «Пакша» Деян забил свой первый гол за «Академию Пушкаша».

## Международная карьера
11 ноября 2016 года в отборочном матче чемпионата мира 2018 против сборной Мальты Трайковски дебютировал за сборную Словении.

## Достижения
Командные
 «Марибор»
- Чемпионат Словении по футболу — 2011/2012
- Чемпионат Словении по футболу — 2012/2013
- Чемпионат Словении по футболу — 2013/2014
- Обладатель Кубка Словении — 2011/2012
- Обладатель Кубка Словении — 2012/2013
- Обладатель Суперкубка Словении — 2012
- Обладатель Суперкубка Словении — 2013
- Обладатель Суперкубка Словении — 2014